# ツァスタバ M19
ツァスタバ M19（セルビア語: Застава М19)は、2022年にセルビアのツァスタバ・アームズがリリースしたアサルトライフルである。日本ではツァスタバと呼ばれるが、セルビア語上の正しい発音はザスタヴァに近い。

## 概要
ツァスタバ M70などAK-47を原形としたツァスタバ M21と違い、AK-47の特徴を残しながらもFN SCARのようなモジュラー式のアサルトライフルに仕上げている。
弾薬も5.56x45mm NATO弾ではなく、7.62x39mm弾と6.5mmグレンデル弾を使用する。6.5mmグレンデルは2003年にアメリカで設計された中間弾薬で、本銃の採用に伴いセルビア軍はPrviパルチザン社が製造した同弾薬を調達している。
銃身を工具無しで取り外し/交換することが可能になっており、用途に応じて使用弾薬を変更したり、銃身長を替えてサブマシンガン、アサルトライフル、分隊支援火器に使い分けることが出来る。